# Latsida
Latsida är en ort i Grekland.   Den ligger i prefekturen Nomós Lasithíou och regionen Kreta, i den sydöstra delen av landet, 300 km sydost om huvudstaden Aten. Latsida ligger 250 meter över havet och antalet invånare är 300.
Terrängen runt Latsida är kuperad åt nordost, men åt sydväst är den bergig. Runt Latsida är det ganska glesbefolkat, med 47 invånare per kvadratkilometer. Närmaste större samhälle är Agios Nikolaos, 14,8 km sydost om Latsida. 